# Мухомор пантерный
Мухомо́р панте́рный (лат. Amanita pantherina) — гриб рода мухомор (лат. Amanita) семейства аманитовые (лат. Amanitaceae). 
Научные синонимы:
- Agaricus pantherinus DC., 1815 basionym
- Amanitaria pantherina (DC.) E.-J. Gilbert, 1941
- Agaricus pantherinus DC., 1815

Русские синонимы:
- Мухомор серый

## Описание
Шляпка ∅ 4—12 см, плотная, сначала полусферическая, затем выпуклая и полностью распростёртая с тонким рубчатым краем и (иногда) небольшими свисающими хлопьями, оставшимися от общего покрывала. Кожица буроватого цвета, гладкая и блестящая, покрыта мелкими белыми хлопьями.
Мякоть белая, не изменяющая цвета на воздухе, водянистая, хрупкая, c неприятным запахом и немного сладковатая на вкус.
Пластинки частые, белые, не прирастающие к ножке, иногда с буроватыми пятнами у старых грибов.
Ножка 4—12 см в высоту, ∅ 1—1,5 см, белая, цилиндрическая, слегка суженная кверху, внизу клубневидно-расширенная, полая, с белым приросшим влагалищем в виде кольцевидного ободка, (иногда) многослойная. Поверхность ножки слегка ворсистая. Кольцо, расположенное очень низко, висячее, гладкое, хрупкое, иногда может отсутствовать.
Споровый порошок белый, споры 11×7,5 мкм.

### Виды шляпки
Шляпка бывает светло-бурого, коричневатого, оливково-грязного и сероватого цвета.

## Экологияи распространение
Образует микоризу со многими деревьями, встречается в хвойных, смешанных и широколиственных лесах, часто под сосной, дубом, буком, предпочитает щелочные почвы. Широко распространён в умеренном климате Северного полушария.
Сезон середина июля — конец сентября (массово в августе и начале сентября).

## Сходные виды
Съедобные:
- Мухомор серо-розовый (Amanita rubescens), отличающийся розовеющей на воздухе мякотью и штриховатой верхней поверхностью кольца.

Несъедобные:
- Мухомор толстый  (Amanita spissa), редко встречающийся, от которого пантерный отличается тем, что менее мясист, с мелкими хлопьями на шляпке, гладким кольцом и воротничковой вольвой.

## Химический состав и механизм токсического действия
Гриб ядовит и обладает галлюциногенным эффектом. Содержит мусцимол, иботеновую кислоту, мускарин и мускаридин.

## Галерея
- Германия
- Лес, вблизи Рамбуйе (Франция)
- Германия
- Иллюстрация А. Шмальфуса (1897)